# Mu Herculis

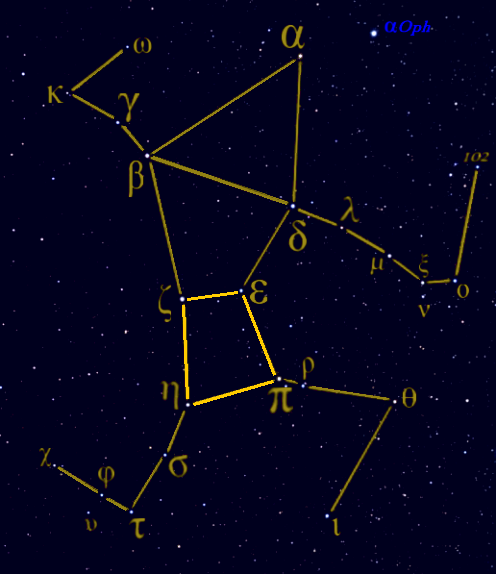
Visão histórica da constelação de Hércules.

μ Herculis, Mu Herculis, ou Mu do Hércules em português, é um sistema estelar a 27.4 anos-luz de distância da Terra na constelação de Hércules. 
A estrela principal, Mu Herculis A, é semelhante ao Sol, mas a sua massa é 10% maior e está em expansão para se tornar uma gigante.